# Hemimorina spodopterata
Hemimorina spodopterata là một loài bướm đêm trong họ Geometridae.